# Shuttle Radar Topography Mission

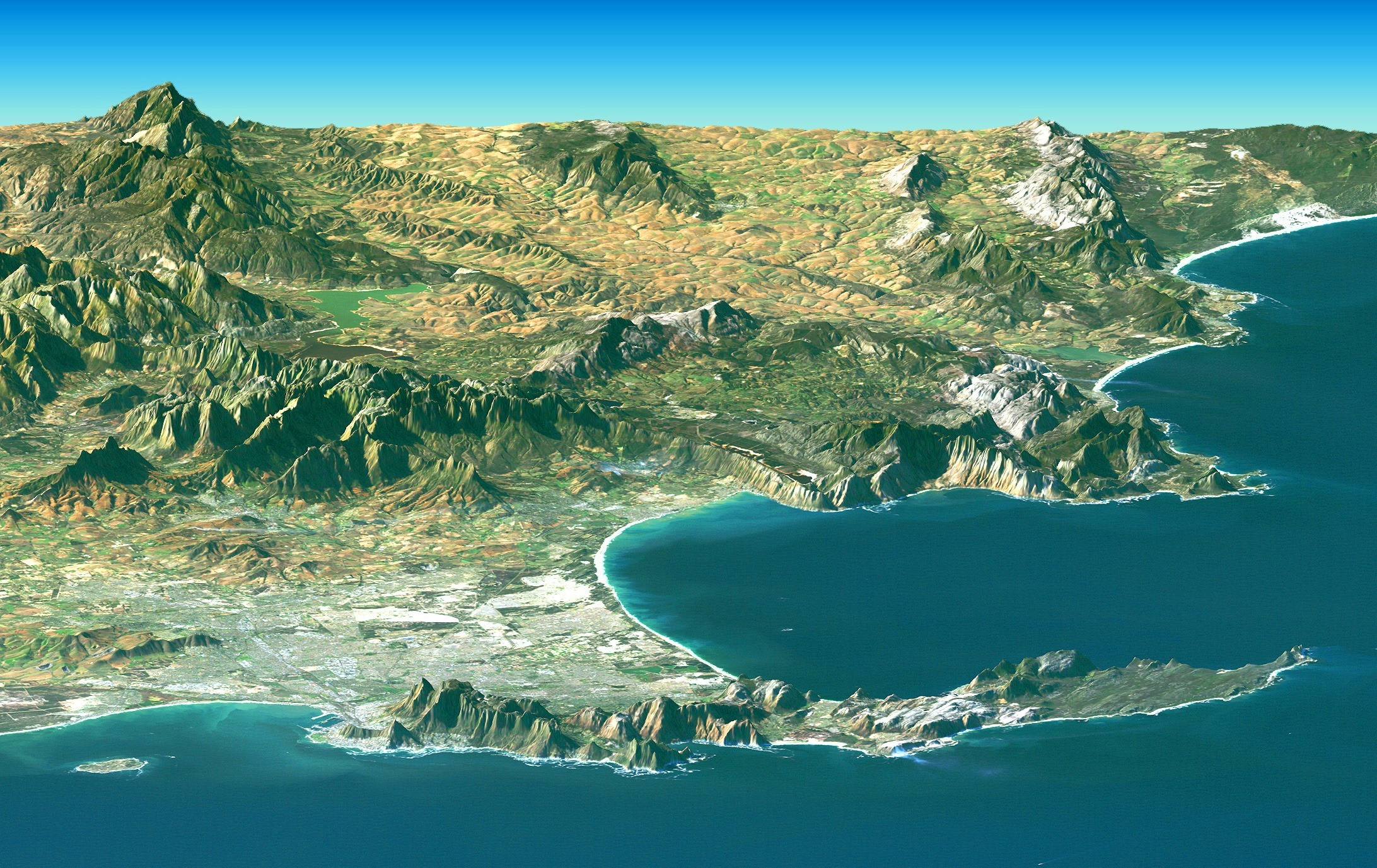
Модель, созданная НАСА с использованием данных Landsat для отрисовки поверхности и SRTM для отображения рельефа. Капский полуостров и мыс Доброй Надежды, ЮАР.

Радиолокационная топографическая миссия шаттла или SRTM (англ. Shuttle Radar Topography Mission) — международный исследовательский проект по созданию цифровой модели высот Земли с помощью радарной топографической съёмки её поверхности. Полученная цифровая модель охватила 80% земной суши (от 56° ю. ш. до 60° с. ш.) и являлась наиболее полной до релиза 29 июня 2009 года ASTER GDEM. SRTM состояла из специальной радиолокационной системы, которая в феврале 2000 года осуществляла съёмку с борта шаттла «Индевор» во время 11-дневной миссии STS-99. Полученная благодаря съёмке информация предназначена для использования в научных и гражданских приложениях (однако в первую очередь в интересах военных). 

## Предпосылки
Хотя первая радиолокационная съёмка с борта шаттла была впервые проведена в ноябре 1981 года (STS-2), детальная съёмка охватывала всего около 30% суши. В 1995 году Лаборатория реактивного движения (ЛРД) предложила Картографическому управлению Министерства обороны США профинансировать совместно ещё одну радиолокационную миссию. ЛРД подрядилась провести интерферометрическую съёмку и построить высокоточную цифровую карту рельефа для 80 % земной суши с разрешением 30 метров. Данный проект получил название SRTM. МО США могло использовать специализированные спутники и получить разрешение в пределах 10—20 метров, однако вариант с шаттлом НАСА обходился на треть дешевле и в более краткие сроки. 8 июля 1996 года НАСА и МО США заключили соглашение, и в августе началась реализация проекта. Помимо НАСА и МО США, в проекте принимали участие Германский аэрокосмический центр (DLR) и Итальянское космическое агентство (ASI).

## Описание комплекса
Радиолокационный комплекс SRTM имел общую массу 13 600 килограмм и включал в себя два интерферометрических радиолокатора с синтезированием апертуры. Сама система состояла из трёх компонентов: 
- основная антенна — располагалась в грузовом отсеке шаттла;
- раздвижная ферма ADAM (англ. Able Deployable Articulated Mast) — состояла из 87 секций и имела общую длину 60,95 метра (на 2000 год она была наиболее длинной жёсткой конструкцией, выведенной в космос);
- внешняя антенна, расположенная на конце фермы.